# Rolph Payet

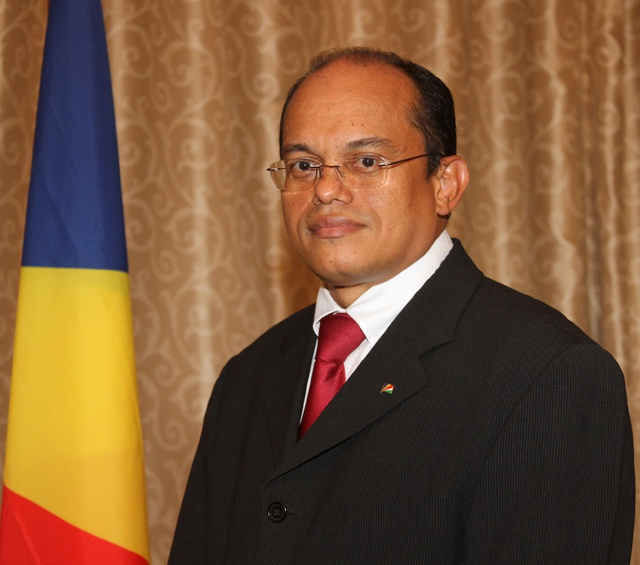
Rolph Antoine Payet

Rolph Antoine Payet FRGS (geboren 4. August 1968) ist ein Politiker der Seychellen und ein international angesehener Redner zu Themen wie Umwelt, Klima- und Inselproblemen. Er war auch der erste Präsident und Vizekanzler der University of Seychelles. Er war Minister of Environment and Energy im Cabinet of Seychelles von 2012 bis 2014. Seit Oktober 2014 ist er Executive Secretary der Vereinten Nationen für Basler Übereinkommen, Rotterdamer Übereinkommen und Stockholmer Übereinkommen.

## Werdegang
Payet wurde auf den Seychellen geboren. Er wuchs in Rochon, einem Vorort der Hauptstadt Victoria auf. Als Kind träumte er davon, Wissenschaftler zu werden. Er besuchte Seychelles College, die damalige „Mont Fleuri School“, und absolvierte zwei Jahre des National Youth Service (1985–1986). Dann erwarb er Cambridge O/A-levels an der Seychelles Polytechnic (Dezember 1988). Dabei wurde er ausgezeichnet als der beste Wissenschaftsstudent. Schon seit seiner Jugend begeisterte er sich für die Umwelt und nach Expeditionen zu Inseln wie Île au Cerf und Silhouette entschied er sich für eine Karriere im Umweltbereich.
Er studierte an den Universitäten University of East Anglia (BSc Biochemistry, 1992), University of Surrey (MBA), University of Ulster (MSc), University of London und John F. Kennedy School of Government an der Harvard University und erwarb seinen Ph.D. an der Linné-Universität in Environmental Science, wo er multidisziplinäre Forschung zu Nachhaltigem Tourismus betrieb.

### Karriere
Payet war 17 Jahre lang im Staatsdienst und wurde letztlich Principal Secretary for Environment (2003–2007). In dieser Zeit revolutionierte er das Umweltmanagement der Seychellen und erreichte auch Veränderungen auf internationaler Ebene. Er war der Chefunterhändler der Seychellen beim Montreal-Protokoll, der Basel-Convention und der Klimarahmenkonvention der Vereinten Nationen (UNFCCC). Er nahm großen Einfluss auf die Gruppe der Kleinen Inselentwicklungsländer (Small Island Developing States) und initiierte passende Strategien, Institutionen und Grundlagen in den Seychellen um den globalen Umweltproblemen vor Ort zu begegnen.
Er wurde im Oktober 2009 zum Präsident und Vizekanzler der University of Seychelles ernannt.
Darüber hinaus ist er seit 2007 auch Special Advisor (Berater) des Präsidenten der Republik Seychellen, James Michel, sowie Gründungsmitglied und Trustee (Komitee-Mitglied) der Global Island Partnership, der Sea Level Rise Foundation, der Seychelles University Foundation, des Seychelles Centre for Marine Research and Technology, der Island Conservation Society und der Silhouette Foundation. Payet hat wichtige Beiträge geleistet um die Sichtbarkeit und Effektivität zahlreicher regionaler und internationaler Organisationen wie der International Coral Reef Initiative (ICRI, Vorsitz von 2003 bis 2005), des Global Forum on Oceans, Coasts and Islands und der Nairobi Convention UNEP Regional Seas Programme zu befördern.
Seither wird Payet oft zu internationalen Konferenzen, Komitees und Vorträgen eingeladen als Moderator oder Sprecher zum Klimawandel, Biodiversität und Problemen der Inselstaaten. Payet wurde vom Generalsekretär der UN, Ban Ki Moon, zu Vorträgen, unter anderem vor der Generalversammlung der Vereinten Nationen und seine Arbeit wurde auch von internationalen Medien wie CNN und BBC verfolgt.
Payet ist Mitglied des Central Committee der regierenden sozialistischen Volkspartei (Parti Lepep).

## Ehrungen
Payet ist Hauptautor des Intergovernmental Panel on Climate Change und hatte sich beim dritten und vierten Assessment Report eingebracht. Das Panel erhielt gemeinsam den Friedensnobelpreis 2007.
2007 wurde Payet zum Fellow der Royal Geographical Society ernannt für seine Beiträge zur Ozeanforschung.
Im Januar 2007 wurde Payet vom Weltwirtschaftsforum als Young Global Leader ausgezeichnet.
Er erhielt von der University of London im März 2016 einen Ehrendoktor.

## Werke
- Global international waters assessment. Regional assessment 45b, Indian Ocean islands, c2004: (Rolph Payet, Interim Coordinator Nairobi Convention, UNEP Regional Coordinating Office, Victoria, Mahe, Seychelles)